# USA:s grundlagsfäder

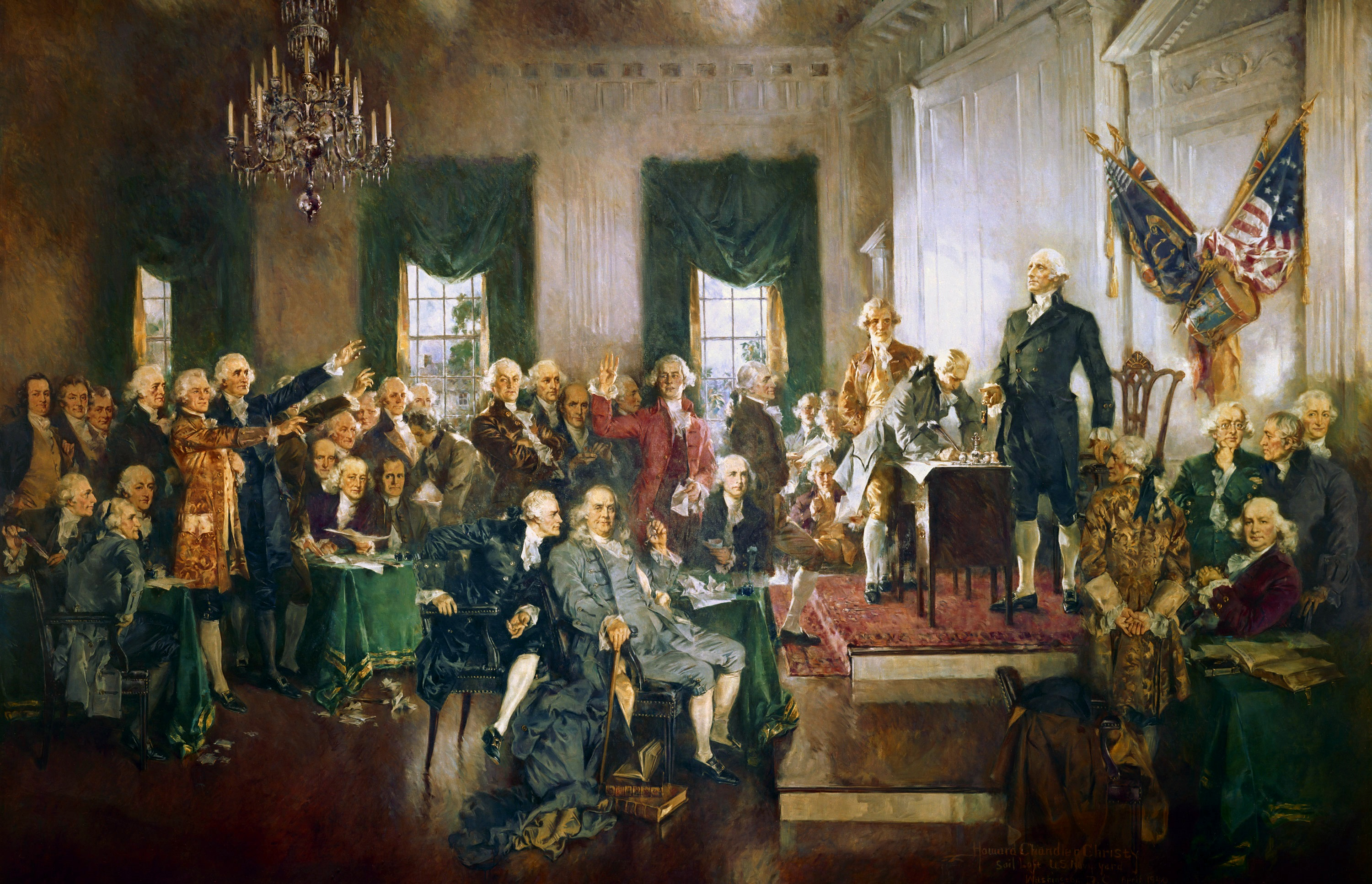
Scenen vid undertecknandet av USA:s konstitution, av Howard Chandler Christy.

USA:s Founding Fathers ("unionens fäder") kallas ofta de personer som man anser lade grunden för den amerikanska statsbildningen. 
Den exakta definitionen av vem som ingår varierar, men bland dessa återfinns de som undertecknade självständighetsförklaringen, de som undertecknade konstitutionen och andra prominenta personer inom den revolutionära rörelsen i USA.
Sju särskilt bemärkta personer brukar dock allmänt erkännas som grundlagsfäder: George Washington, Thomas Jefferson, John Adams, Benjamin Franklin, Alexander Hamilton, John Jay samt James Madison.

## De som undertecknade självständighetsförklaringen
| - John Adams - Samuel Adams - Josiah Bartlett - Carter Braxton - Charles Carroll - Samuel Chase - Abraham Clark - George Clymer - William Ellery - William Floyd - Benjamin Franklin - Elbridge Gerry - Button Gwinnett - Lyman Hall - John Hancock - Benjamin Harrison - John Hart - Joseph Hewes - Thomas Heyward, Jr. | - William Hooper - Stephen Hopkins - Francis Hopkinson - Samuel Huntington - Thomas Jefferson - Francis Lightfoot Lee - Richard Henry Lee - Francis Lewis - Philip Livingston - Thomas Lynch, Jr. - Thomas McKean - Arthur Middleton - Lewis Morris - Robert Morris - John Morton - Thomas Nelson, Jr. - William Paca - John Penn - Robert Treat Paine | - George Read - Caesar Rodney - George Ross - Benjamin Rush - Edward Rutledge - Roger Sherman - James Smith - Richard Stockton - Thomas Stone - George Taylor - Matthew Thornton - George Walton - William Whipple - William Williams - James Wilson - John Witherspoon - Oliver Wolcott - George Wythe |

## Delegater vid det konstitutionella konventet

### Delegater som signerade konstitutionen
Följande personer undertecknade USA:s konstitution i Independence Hall i Philadelphia den 17 september 1787:
| - Abraham Baldwin - Richard Bassett - Gunning Bedford, Jr. - John Blair - William Blount - David Brearly - Jacob Broom - Pierce Butler - Daniel Carroll - George Clymer - Jonathan Dayton - John Dickinson - William Few - Thomas Fitzsimons - Benjamin Franklin - Nicholas Gilman - Nathaniel Gorham - Alexander Hamilton - Jared Ingersoll - William Jackson | - Daniel of St. Thomas Jenifer - William Samuel Johnson - Rufus King - John Langdon - William Livingston - James Madison - James McHenry - Thomas Mifflin - Gouverneur Morris - Robert Morris - William Paterson - Charles Cotesworth Pinckney - Charles Pinckney - George Read - John Rutledge - Roger Sherman - Richard Dobbs Spaight - George Washington - Hugh Williamson - James Wilson |  |

### De 16 delegater som inte undertecknade konstitutionen
| - William Richardson Davie - Oliver Ellsworth - Elbridge Gerry - William Houston - William Houstoun - John Lansing, Jr. - Alexander Martin - Luther Martin | - George Mason - James McClurg - John Francis Mercer - William Pierce - Edmund Randolph - Caleb Strong - George Wythe - Robert Yates |  |

## Övriga prominenta personer i USA:s revolutionära rörelse
| - Richard Bland - George Clinton - Patrick Henry - John Jay - Henry Lee III - Robert R. Livingston - John Marshall - James Monroe - Thomas Paine - Peyton Randolph |